# Dödligt möte
Dödligt möte (originaltitel: "Assassins") är en fransk-amerikansk actionfilm från 1995.

## Handling
Filmen handlar om yrkesmördaren Robert Rath (Stallone) som inte vill något hellre än att sluta så fort som möjligt, eftersom han plågas av att ha mördat sin egen mentor för många år sedan. Men han bestämmer sig för att göra ett sista uppdrag. Under uppdraget mördar någon annan hans "måltavla" (offer). Den personen är ingen mindre än Miguel Bain (Banderas), en annan yrkesmördare. Rath får också snart reda på en annan sak, han har själv blivit en måltavla!

## Om filmen
Dödligt möte är regisserades av Richard Donner. Filmens manus skrevs av Brian Helgeland och syskonen Wachowski.

## Rollista (urval)
- Sylvester Stallone - Robert Rath
- Antonio Banderas - Miguel Bain
- Julianne Moore - Electra
- Anatoli Davydov - Nicolai Tashlinkov
- Muse Watson - Ketcham
- Reed Diamond - Bob